# Behind the Blood
Behind the Blood è un singolo del gruppo musicale svedese Katatonia, pubblicato il 20 marzo 2020 come secondo estratto dall'undicesimo album in studio City Burials.

## Descrizione
Seconda traccia dell'album, il brano si caratterizza per una maggiore presenza delle chitarre e per le sonorità marcatamente heavy metal (ispirate ai Judas Priest), volute dal gruppo per omaggiare al meglio la musicale con la quale sono cresciuti:
(Jonas Renkse in occasione della presentazione del singolo)

## Video musicale
Il videoclip è stato diretto da Ash Pears e pubblicato il 19 marzo 2020 attraverso il canale YouTube della Peaceville Records.

## Tracce
Testi e musiche di Jonas Renkse.
1. Behind the Blood – 4:37

## Formazione
Gruppo
- Jonas Renkse – voce, arrangiamento
- Anders Nyström – chitarra, arrangiamento
- Roger Öjersson – chitarra, arrangiamento
- Niklas Sandin – basso, arrangiamento
- Daniel Moilanen – batteria, arrangiamento

Produzione
- Anders Nyström – produzione, direzione artistica
- Jonas Renkse – produzione, direzione artistica
- Anders Eriksson – coproduzione tastiera, programmazione, montaggio
- Karl Daniel Lidén – ingegneria del suono
- Jacob Hansen – missaggio, mastering